# Lietuvos Lyga 1930
L'edizione 1930 del Lietuvos Lyga fu la 9ª del massimo campionato di calcio lituano; il titolo fu vinto dal KSS Klaipeda, giunto al suo 3º titolo.

## Formula
Il campionato era formato da diciannove squadre divise in quattro diversi gironi in base alla contea di appartenenza. Il girone di Kaunas era formato da sette squadre che si incontrarono in gare di sola andata per un totale di 6 partite per squadra; il girone di Klaipėda era formato da quattro squadre che si incontrarono in gare di andata e ritorno per un totale di 6 turni; il girone di Sudovia era formato da tre squadre che si incontrarono in gare di sola andata per un totale di 2 turni per squadra; infine il girone di Šiauliai era formato da tre squadre che si incontrarono in gare di andata e ritorno, ma fu in seguito integrato dall'arrivo di SSK e Tempo, che di fatto giocarono solo il girone di ritorno. In tutti e quattro i gironi erano assegnati due punti alla vittoria, un punto al pareggio e zero per la sconfitta.
Nella seconda fase il vincitore del girone di Klaipeda incontrò quello del girone di Siauliai in una semifinale in gara unica; lo stesso avvenne tra i vincitori dei gironi di Kaunas e Sudovia. La finale fu, invece, disputata in gare di andata e ritorno.

## Prima fase

### Girone di Kaunas
|  | Pos. | Squadra           | Pt | G | V | N | P | GF | GS | DR  |
|  | ---- | ----------------- | -- | - | - | - | - | -- | -- | --- |
|  | 1.   | LFLS Kaunas       | 11 | 6 | 5 | 1 | 0 | 25 | 11 | +14 |
|  | 2.   | Tauras Kaunas     | 7  | 6 | 3 | 1 | 2 | 15 | 14 | +1  |
|  | 3.   | Kovas Kaunas      | 6  | 6 | 3 | 0 | 3 | 23 | 15 | +8  |
|  | 4.   | LGSF Kaunas       | 6  | 6 | 3 | 0 | 3 | 12 | 14 | -2  |
|  | 5.   | Makabi Kaunas     | 5  | 6 | 2 | 1 | 3 | 10 | 19 | -9  |
|  | 6.   | Sparta Kaunas     | 4  | 6 | 2 | 0 | 4 | 11 | 18 | -7  |
|  | 7.   | KSK Kultus Kaunas | 3  | 6 | 1 | 1 | 4 | 6  | 11 | -5  |

### Girone di Klaipeda
|  | Pos. | Squadra                    | Pt | G | V | N | P | GF | GS | DR  |
|  | ---- | -------------------------- | -- | - | - | - | - | -- | -- | --- |
|  | 1.   | KSS Klaipeda               | 11 | 6 | 5 | 1 | 0 | 23 | 6  | +17 |
|  | 2.   | Spielvereiningung Klaipeda | 8  | 6 | 4 | 0 | 2 | 14 | 12 | +2  |
|  | 3.   | Freya Klaipeda             | 3  | 6 | 1 | 1 | 4 | 9  | 16 | -7  |
|  | 4.   | MTV Klaipeda               | 2  | 6 | 1 | 0 | 5 | 3  | 15 | -12 |

### Girone di Siauliai
|  | Pos. | Squadra         | Pt | G | V | N | P | GF | GS | DR  |
|  | ---- | --------------- | -- | - | - | - | - | -- | -- | --- |
|  | 1.   | Makabi Siauliai | 9  | 6 | 4 | 1 | 1 | 18 | 4  | +14 |
|  | 2.   | SSK Siauliai    | 5  | 3 | 2 | 1 | 0 | 4  | 2  | +2  |
|  | 3.   | Tempo Siauliai  | 4  | 3 | 2 | 0 | 1 | 2  | 4  | -2  |
|  | 4.   | LDS Siauliai    | 4  | 6 | 2 | 0 | 4 | 4  | 14 | -10 |
|  | 5.   | Zinia Siauliai  | 2  | 6 | 0 | 2 | 4 | 6  | 10 | -4  |

### Girone di Sudovia
|  | Pos. | Squadra            | Pt | G | V | N | P | GF | GS | DR  |
|  | ---- | ------------------ | -- | - | - | - | - | -- | -- | --- |
|  | 1.   | Sveikata           | 4  | 2 | 2 | 0 | 0 | 17 | 1  | +16 |
|  | 2.   | LFLS Marijampole   | 2  | 2 | 1 | 0 | 1 | 1  | 8  | -7  |
|  | 3.   | Tauras Vilkaviskis | 0  | 2 | 0 | 0 | 2 | 0  | 9  | -9  |

## Seconda fase

### Semifinali
| Squadra 1    | Risultato | Squadra 2       |
| ------------ | --------- | --------------- |
| LFLS Kaunas  | 9 - 1     | Sveikata        |
| KSS Klaipeda | 9 - 0     | Makabi Siauliai |

### Finale
| Squadra 1    | Totale | Squadra 2   | Andata | Ritorno |
| ------------ | ------ | ----------- | ------ | ------- |
| KSS Klaipeda | 4 - 2  | LFLS Kaunas | 1 - 1  | 3 - 1   |